# Promachus fulviventris
Promachus fulviventris är en tvåvingeart som först beskrevs av Becker 1925.  Promachus fulviventris ingår i släktet Promachus och familjen rovflugor.
Artens utbredningsområde är Taiwan. Inga underarter finns listade i Catalogue of Life.